# Karl Malmrot
Karl Johan Malmrot, född 9 april 1859 i Bjurtjärns socken, död 24 juli 1918 i Örebro, var en svensk journalist.
Karl Malmrot var son till muraren Karl Johan Pettersson. Efter mogenhetsexamen i Örebro 1877 och terminsstudier i Uppsala 1878 blev han samma år medarbetare i Nerikes Allehanda, där han från 1880 var redaktionssekreterare och från 1904 huvudredaktör. Han var medarbetare i Allehanda för folket 1879–1889 och i Illustrerat Allehanda 1886–1887. Malmrot gjorde sig tidigt uppmärksammad som skicklig journalist och praktisk tidningsman och blev snart Nerikes Allehandas ledande kraft. Under 1880-talets tullstrider inträdde han livligt till frihandelns försvar. Då rösträttsfrågan blev aktuell, deltog han även i diskussionen krig denna. 1882 och 1886 var han sekreterare i Örebro arbetarförening, och han var en av de ledande inom Sveriges allmänna rösträttsförbund. Han var anhängare av aktiva åtgärder för att få till stånd en ändring i fråga om rösträtten. Även religiöst intog Malmrot en radikal ståndpunkt. Med åren drog han sig dock mera mot höger till följd av motvilja mot socialism, försvarsnihilism och framför allt de överdrifter han såg sig finna hos nykterhetsrörelsen. Malmrot innehade en mängd kommunala förtroendeposter i Örebro. Han var stadsfullmäktig från 1903 till sin död och landstingsman 1908–1911. Han erbjöds flera gånger att bli riksdagsman men avböjde med motiveringen att en riksdagsman bör nöja sig med den tribun han fått av sin tidning. Han var en av stiftarna av Mellersta Sveriges pressförening 1898, ordförande i dess styrelse från samma år och dess representant i Publicistklubbens styrelse från 1899. Han var medlem av Svensk tidningsutgivareförening från dess stiftande 1898.